# 판테아 바흐람
판테아 바흐람(페르시아어: پانته‌آ بهرام, 영어: Pantea Bahram, 1970년 3월 4일 ~ )은 이란의 배우이다.